# Evan Tanner
Evan Loyd Tanner, född 11 februari 1971 i Amarillo, död 5 september 2008, var en amerikansk utövare av kampsporten mixed martial arts (MMA) i organisationen Ultimate Fighting Championship (UFC). I februari 2005 vann han titeln i mellanvikt genom att besegra David Terrell, men förlorade titeln i nästkommande match mot Rich Franklin. Tanner tävlade sista gången i juni 2008 då han förlorade ett delat domslut till Kendall Grove
I september 2008 begav sig Tanner ut i öknen i Kalifornien för att tälta. Temperaturen i området var mycket hög och efter att han inte hörts av under en tid blev vänner till honom orolig. Hans kropp hittades den 8 september av sökpratrullen, med värmeslag som dödsorsak.

### Webbkällor
- ”Evan Tanner MMA Record”. sherdog.com. http://www.sherdog.com/fighter/Evan-Tanner-212. Läst 17 februari 2011.